# Bennett Foddy

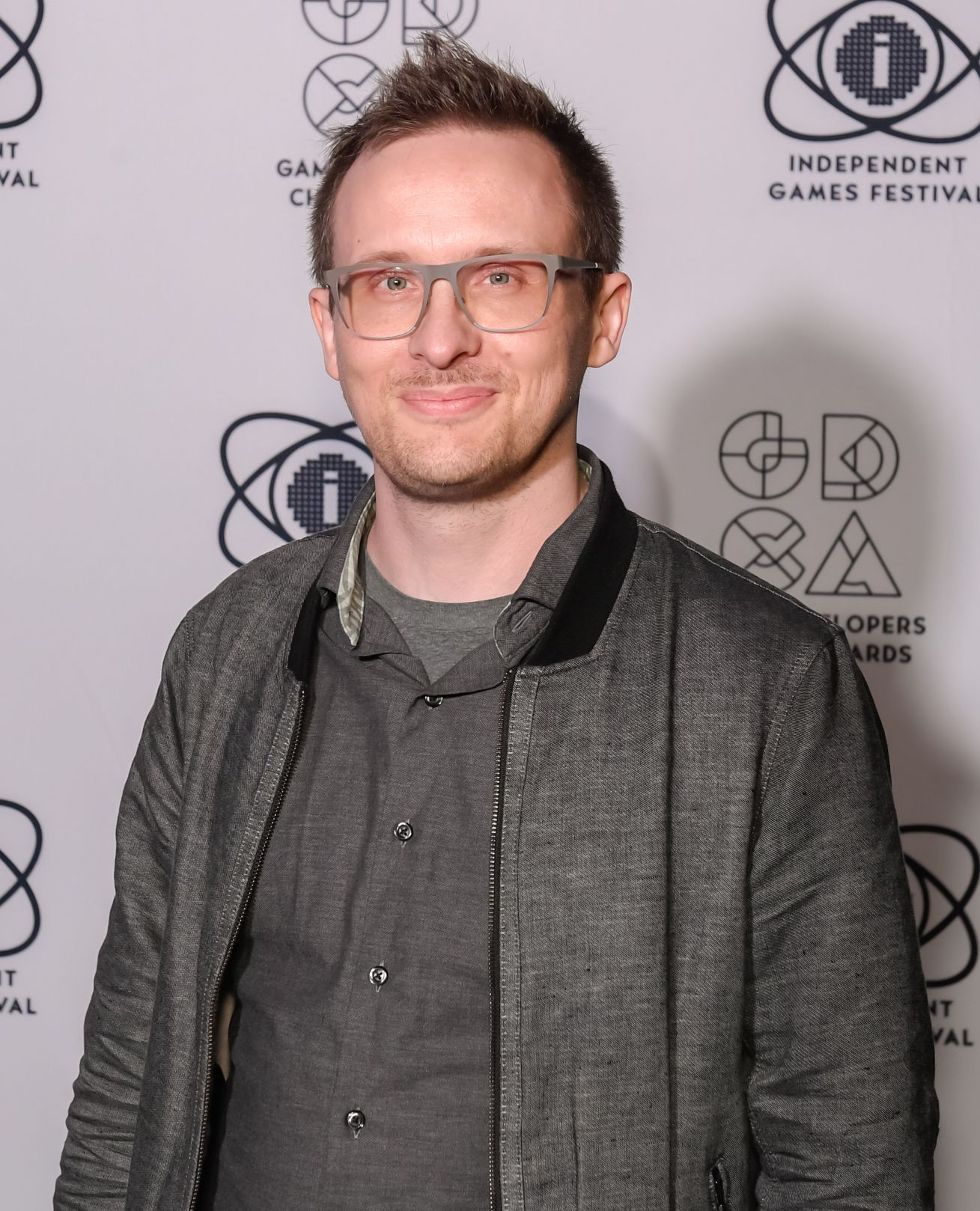
Bennett Foddy, 2018 Game Developers Conference

Bennett Foddy (* 6. Oktober 1978 in Australien) ist ein australischer Indie-Game-Entwickler und Professor für Spieledesign am Game Center der New York University. Bennett Foddy hat zahlreiche Spiele, unter anderem QWOP (2008) und Getting Over It With Bennett Foddy (2017), entwickelt.

## Karriere
Ursprünglich in der Philosophie ausgebildet, begann Foddy seine Karriere in der Musik, indem er Bass bei der australischen Band Cut Copy spielte. 2003 führte ihn seine Leidenschaft für Philosophie zum Doktoratsstudium an der Universität Melbourne, wo er sich auf Kognitionswissenschaft, Medizin und Suchtforschung konzentrierte.
2004 entschied sich Foddy, sich voll auf sein Studium zu konzentrieren und Cut Copy zu verlassen. Im Jahre 2006 fing er an, sich mit Game Design zu beschäftigen, was 2007 zur Veröffentlichung seines ersten Spiels, Too Many Ninjas, führte. Das Spiel erregte Aufmerksamkeit und ermutigte Foddy, weiter in die Welt der Spiele einzutauchen.
Im folgenden Jahr entwickelte Foddy sein bekanntestes Werk, QWOP. Durch die herausfordernde Steuerung erregte das Spiel große Aufmerksamkeit. 2010 erreichte die Popularität von QWOP ihren Höhepunkt, als es durch soziale Netzwerke und andere Medien weit verbreitet wurde.
Durch den Erfolg von QWOP, kam es dazu, dass Foddy seine Doppelrolle als Philosoph und Game-Designer nicht länger aufrechterhalten konnte. 2013 nahm er eine Professur am Game Center der New York University (NYU) an. Diese Position ermöglichte es ihm, seine Erfahrung in Philosophie und Spieldesign zu kombinieren.

## Persönliches Leben
Foddy ist verheiratet. Seine Frau entwirft Hüte.